# Dreaming Apes
Dreaming Apes (englisch für ‚Träumende Affen‘) ist das dritte Studioalbum des deutschen Synthie-Pop-Duos Wolfsheim.

## Entstehung und Artwork
Alle Stücke des Albums wurden zusammen von den beiden Wolfsheim-Mitgliedern Peter Heppner und Markus Reinhardt geschrieben. Aufgenommen und produziert wurden alle Titel ebenfalls von den beiden Wolfsheim-Mitgliedern. Als Musikproduzent stand ihnen größtenteils José Alvarez-Brill an der Seite, als ausführender Produzent fungierte Lothar Gärtner. Gemastert wurde das Album unter der Leitung von Carlos Perón. Das Album wurde unter dem Musiklabel Strange Ways Records veröffentlicht und durch Indigo vertrieben. Die Aufnahmen und Produktionen fanden in folgenden Tonstudios statt: Audiothorium in Hamburg und The Factory in Aachen. Die Aufnahme des kompletten Albums streckte sich ungefähr über drei Monate.
Auf dem Cover des Albums ist – neben Künstlernamen und Albumtitel – das Gesicht eines Affen zu sehen. Dazu enthält das Album ein 24-Seitiges Begleitheft. In diesem befinden sich unter anderem die Zitate: „… Affen sind sie, die davon träumen Mensch zu sein!“ aus Die träumenden Affen des Audiothorium Verlag und „In liebevoller Erinnerung an Regina Luci Heppner (Peter)“. Die Bildaufnahmen entstanden bei New Eyes und wurden von Alexander Demtschuk getätigt. Das Artwork stammt von den Graphischen Werken Ottensen.

## Veröffentlichung und Promotion
Die Erstveröffentlichung von Dreaming Apes erfolgte am 16. Februar 1996 in Deutschland. Das Album besteht aus 14 neuen Studioaufnahmen. Neben der regulären Ausgabe wurde zeitgleich eine „Limited 1st Edition“ von Dreaming Apes veröffentlicht. Diese beinhaltet zusätzlich die Maxi-Single zu Closer Still. Um das Album zu bewerben, gingen Wolfsheim noch im gleichen Jahr auf die Dreaming Apes Tour.

## Inhalt
Alle Liedtexte sind in deutscher oder englischer Sprache verfasst. Musikalisch bewegen sich die Lieder im Bereich des Dark Waves und Synthie-Pops. Das Album besteht aus 14 neu eingespielten Titeln. Bei den Liedern Traces of China, India Theme, La danse des soleils, A Rambling Shadow und Old Piano Theme handelt es sich um reine Instrumentalstücke zwischen den Gesangsstücken (dieses Prinzip wandte Heppner später auf seinem zweiten Soloalbum My Heart of Stone erneut an). Bei A New Starsystem Has Been Explored wurden Wolfsheim gesanglich von der aus Aachen stammenden Sängerin Heike Nebel unterstützt. Bei dem Stück Old Man’s Valley werden Wolfsheim vom US-amerikanischen Musiker Roger Sanchez an der Mundharmonika begleitet.
| #  | Titel                                                  | Autor(en)                       | Produzent(en)                                       | Länge |
| -- | ------------------------------------------------------ | ------------------------------- | --------------------------------------------------- | ----- |
| 1  | Upstairs                                               | Peter Heppner, Markus Reinhardt | José Alvarez-Brill, Peter Heppner, Markus Reinhardt | 3:53  |
| 2  | Traces of China                                        | Peter Heppner, Markus Reinhardt | José Alvarez-Brill, Peter Heppner, Markus Reinhardt | 0:34  |
| 3  | Closer Still                                           | Peter Heppner, Markus Reinhardt | José Alvarez-Brill, Peter Heppner, Markus Reinhardt | 3:31  |
| 4  | A New Starsystem Has Been Explored (feat. Heike Nebel) | Peter Heppner, Markus Reinhardt | José Alvarez-Brill, Peter Heppner, Markus Reinhardt | 3:41  |
| 5  | India Theme                                            | Peter Heppner, Markus Reinhardt | Peter Heppner, Markus Reinhardt                     | 1:25  |
| 6  | A Million Miles                                        | Peter Heppner, Markus Reinhardt | José Alvarez-Brill, Peter Heppner, Markus Reinhardt | 3:54  |
| 7  | La danse des soleils                                   | Peter Heppner, Markus Reinhardt | Peter Heppner, Markus Reinhardt                     | 1:42  |
| 8  | Old Man’s Valley (feat. Roger Sanchez)                 | Peter Heppner, Markus Reinhardt | José Alvarez-Brill, Peter Heppner, Markus Reinhardt | 3:01  |
| 9  | Leave No Deed Undone                                   | Peter Heppner, Markus Reinhardt | José Alvarez-Brill, Peter Heppner, Markus Reinhardt | 3:49  |
| 10 | A Rambling Shadow                                      | Peter Heppner, Markus Reinhardt | Peter Heppner, Markus Reinhardt                     | 0:42  |
| 11 | Anyway                                                 | Peter Heppner, Markus Reinhardt | José Alvarez-Brill, Peter Heppner, Markus Reinhardt | 3:25  |
| 12 | Übers Jahr                                             | Peter Heppner, Markus Reinhardt | José Alvarez-Brill, Peter Heppner, Markus Reinhardt | 3:39  |
| 13 | Old Piano Theme                                        | Peter Heppner, Markus Reinhardt | Peter Heppner, Markus Reinhardt                     | 1:09  |
| 14 | A Broken Whisper                                       | Peter Heppner, Markus Reinhardt | José Alvarez-Brill, Peter Heppner, Markus Reinhardt | 2:29  |

## Singleauskopplungen
Bereits vier Monate vor der Veröffentlichung des Albums wurde am 20. November 1995 die Single Closer Still veröffentlicht. Zwei Monate nach der Albumveröffentlichung wurde am 19. April 1996 die Single A New Starsystem Has Been Explored ausgekoppelt. Keine der Singles konnte sich in den offiziellen Singlecharts platzieren.

## Mitwirkende
| Albumproduktion - José Alvarez-Brill – Musikproduzent (Lieder: 1–4, 6, 8–9, 11–12, 14) - Lothar Gärtner – Ausführender Produzent - Peter Heppner – Gesang, Komponist, Liedtexter, Musikproduzent, Tonmeister - Heike Nebel – Gesang (Lied 4) - Carlos Perón – Mastering - Markus Reinhardt – Keyboard, Komponist, Liedtexter, Musikproduzent, Tonmeister - Roger Sanchez – Mundharmonika (Lied 8) Artwork (Begleitheft/Cover) - Alexander Demtschuk – Fotograf | Unternehmen - Audiothorium – Tonstudio - Graphische Werke Ottensen – Artwork - Indigo – Vertrieb - New Eyes – Aufnahmestudio - Strange Ways Records – Musiklabel - The Factory – Tonstudio |

## Rezeption

### Rezensionen
Die US-amerikanische Musikportal Allmusic bewertet das Album mit 4/5 Sternen und der Begründung: „Dreaming Apes reveals Wolfsheim as interestingly quirky, certainly. Odd ideas crop up throughout the album, placed as disconnected pieces between songs that sometimes reflect 1980s synth pop, and other times have a slightly uncertain, ramshackle air to them, and even when they have an outbreak of poppy melodicism, the mood becomes fractional and gloomy as soon as Heppner begins to sing. All rather charming, really.“
Laut Peter Matzke und Tobias Seeliger im Gothic- und Dark-Wave-Lexikon, hätten Heppner und Reinhardt hierbei mit neuen instrumentalen Überleitungen gearbeitet, die dem Album einen tieferen Zusammenhang im Gegensatz zu No Happy View und Popkiller gegeben habe.

### Chartplatzierungen
Dreaming Apes erreichte in Deutschland Position 91 der Albumcharts und konnte sich insgesamt drei Wochen in den Charts halten. In Österreich und der Schweiz blieb ein Charteinstieg bis heute verwehrt. Für Wolfsheim ist dies nach 55578 bereits der zweite Charterfolg in den deutschen Albumcharts. Es ist das erste Studioalbum, das sich in den Charts platzieren konnte.